# En amerikansk varulv i London
En amerikansk varulv i London er en britisk-amerikansk horrorfilm fra 1981, skrevet og instrueret af John Landis. I hovedrollerne ses David Naughton, Jenny Agutter, og Griffin Dunne.

## Handling
Filmen starter med to unge amerikanske mænd, David (David Naughton) og Jack (Griffin Dunne) som er på en Backpacking-ferie i England. Efter et kejtet og anspændt besøg i en landsby pub, vandre de to mænd dybt ind på hede natten. De bliver angrebet af en varulv, hvilket resulterer i Jacks død og David bliver bragt til et hospital i London. Gennem åbenbaringer af sin døde ven og foruroligende drømmesekvenser, bliver David fortalt, at han er en varulv, og vil blive omdannet ved næste fuldmåne.

## Medvirkende
- David Naughton som David Kessler
- Jenny Agutter som Nurse Alex Price
- Griffin Dunne som Jack Goodman
- John Woodvine som Dr. J.S. Hirsch
- Lila Kaye som Barpige
- Frank Oz som Mr. Collins
- John Landis som Mand der bliver smidt igennem vindue
- David Schofield som Dartspiller
- Don McKillop som Inspector Villiers
- Paul Kember som Sergeant McManus

## Eksterne Henvisninger
- En amerikansk varulv i London på Internet Movie Database (engelsk)
- En amerikansk varulv i London på Filmdatabasen
- En amerikansk varulv i London på Scope
- En amerikansk varulv i London i Svensk Filmdatabas (svensk)
- En amerikansk varulv i London på AlloCiné (fransk)
- En amerikansk varulv i London på MovieMeter (nederlandsk)
- En amerikansk varulv i London på AllMovie (engelsk)
- En amerikansk varulv i London hos American Film Institute (engelsk)
- En amerikansk varulv i London hos British Film Institute (engelsk)
- En amerikansk varulv i London på Turner Classic Movies (engelsk)
- Hjemmeside dedikeret til filmen, herunder omfattende beliggenhed detaljer Arkiveret 19. april 2010 hos  Wayback Machine (hede)
- The London Underground in Films & Television Arkiveret 27. august 2006 hos  Wayback Machine
- Movie Script Arkiveret 25. juli 2009 hos  Wayback Machine

| Gyserfilm | Spire Denne gyserfilm-artikel er en spire som bør udbygges. Du er velkommen til at hjælpe Wikipedia ved at udvide den. |